# Fogalomtérkép
A fogalmak bonyolult szemantikai hálózatban kapcsolódnak egymáshoz, nagyon gyakran elsősorban a használati kontextus határozza meg a szavak jelentését. Ahogyan egy várostérkép segítségével könnyebben eljutunk az egyik pontból a másikba, a fogalmi térképek használata is hasznos támpontnak bizonyulhat fogalmak, gondolatok, jelenségek, folyamatok megértésében. Az amerikai egyetemeken a egyre népszerűbb technika a fogalmi térképek megrajzolása, hatékonysága széles körben ismert.
A fogalomtérképészet a legkülönbözőbb fogalmak közötti kapcsolatok megjelenítését teszi lehetővé.

## Felhasználási terület
Széles körben használják üzleti és oktatói területeken:
- Jegyzetelésre, összegezésre
- Tudásszervezésre egyéni- és csapatmunka keretében
- Analógiás problémamegoldásra (különböző területek szimmetriájának megtalálására)
- Az ismeretek mélyebb rétegezésére
- Bonyolult ötletek és érvek egyszerű megjelenítésére

## Alkalmazása az oktatásban
A fogalomtérkép remekül alkalmazható tanulásszervező eszközként, hiszen elkészítése megkönnyíti az információk rendszerezését, szervezését, valamint elősegíti a tananyag hatékony feldolgozását is. Használható összefoglalás segítésére is, de a konstruktivizmusra alapozva, előzetes tudásfelmérésre is használható, majd a térkép elemei a tanulás folyamán kiegészülnek. Feltételezések szerint a fogalomtérkép használatával a tanulók tudása biztosabbá, szervezettebbé válik. A tanulók fogalomtérképei illusztrálják a gondolkodásmódjukat és a rendszerben való gondolkodás fejlődését és hiányosságát. A tanagyaggal való foglalkozás során megtanul szelektálni a tanuló, csak a lényeges dolgokat emeli ki a megtanulandó anyagból. A fogalomtérkép használatával a tanórákat a fogalmak közötti összefüggések alapján építhetünk fel. A fogalomtérképezés a tanulók értelmező, szövegalkotó, szövegértő, rendszerező kompetenciáit fejleszti. A fogalomtérképet mindenki maga választhatja ki, hogy hogyan szeretné kivitelezni. Elkészíthető papíron, illetve erre a célra kialakított programok is rendelkezésünkre állnak már, ahol számos funkció segítségével tudjuk megvalósítani elképzeléseinket. Fontos, hogy megtalálja a tanuló a legfontosabb, központi fogalmat, tényt, vagy adatot, amely a fogalomtérképének központi elemét fogja képezni. Ebből ágaznak el a kisebb, hozzákapcsolódó részek és amennyiben ezek is kifejthetőek, még ezek is tovább bonthatóak kisebb alpontokra. A fogalomtérkép használata a vizuális tanulási stílusú és diszlexiás diákok számára a legcélszerűbb módszer, hiszen egyben átláthatják egy hálózatos rendszerben a megtanulandó anyagot. Azáltal, hogy saját maguk készítik el, egyszer már találkoznak az anyaggal amikor kiválogatják a releváns adatokat belőle, majd ezeket fogalomtérképbe rendezik, és végül az egészet egyben is látják elkészülte után.

## Azelmetérképészethezvaló viszonya
A fogalomtérképészet egy válfaja a Buzan Organization védjegye alatt álló elmetérképészet. Az utóbbi kifejezetten hierarchikus, fa-szerkezetű struktúrákat jelenít meg.

## Elméleti háttér
A fogalomtérkép technikáját a Cornell-i Egyetem professzora, Joseph D. Novak dolgozta ki a 70-es években. Célja a tudományos oktatási módszerek kiterjesztése volt. A fogalomtérképészet rövid idő alatt egy új tanulási mozgalom, a pedagógiai konstruktivizmus egyik alappillérévé vált. A konstruktivista nézőpont szerint az előismeretek az új ismeretek környezetét jelentik, a tanulás pedig a fogalmak újraszervezésének folyamata. Az előzetes tudás fontosságára az asszimilációs elmélet atyja, David Ausubel hívta fel a figyelmet; ez szolgált később a Novak által képviselt szemlélet alapjául.

## Online gondolattérkép készítő alkalmazások
- Bubbl
- Mindmeister
- Mind 42